# Hartwig von Engel
Hartwig von Engel (* 17. Juli 1873 in Ludwigslust; † 27. Dezember 1926 in Wiesbaden) war ein deutscher Verwaltungsjurist und Politiker.
Von Engel war der Sohn des Generalmajors Hans von Engel (1838–1905). Er legte 1893 das Abitur ab und studierte dann an den Universitäten Lausanne, München und Göttingen Rechtswissenschaften und wurde zum Dr. jur. promoviert. Nach dem Referendarsexamen war er 1896/97 Einjährig-Freiwilliger und schied als Leutnant der Reserve aus dem Dienst aus. Danach war er bis April 1898 am Amtsgericht Moringen und dann am königlichen Landgericht Hannover und dem Landratsamt Hannover tätig. Ab Oktober 1900 war er Regierungsreferendar und bei der Regierung Kassel, im Landratsamt Hofgeismar und im Magistrat Marburg eingesetzt. Nach dem bestandenen zweiten Staatsexamen im Oktober 1903 wurde er Regierungsassessor und als Hilfsarbeiter an das Polizeipräsidium Leipzig versetzt. Ab 1805 war er im Ministerium für Handel und Gewerbe als Hilfsarbeiter eingesetzt. 1907 heiratete er in Berlin Auguste von Voß (* 1873). Aus der Ehe gingen vier Kinder hervor.
Am 15. Juli 1907 wurde er kommissarisch und im Januar 1908 definitiv Landrat im Landkreis Einbeck. 1916 bis 1920 gehörte er dem Provinziallandtag der Provinz Hannover an.
Nach der Novemberrevolution erklärte ihn ein Trupp revolutionärer Soldaten am 9. November 1918 als abgesetzt, er blieb aber im Amt. Im Januar 1919 erkrankte er ernsthaft, wurde für sechs Wochen krankgeschrieben  und konnte daher am 53. Provinziallandtag nicht teilnehmen.
Am 25. März 1920 und erneut im April 1920 forderte die SPD Einbeck die Ablösung als Landrat, da er den Kapp-Putsch unterstützen würde. Unter Drohungen wurde er von Arbeitern im März 1920 an der Teilnahme an der Kreisausschusssitzung gehindert, daraufhin legte er den Vorsitz im Kreisausschuss nieder. Als er sich weigerte, die Einzeichnungslisten für das Volksbegehren über die Fürstenabfindung auszulegen, wurde er am 10. März 1926 vom preußischen Innenminister Carl Severing beurlaubt und dann in den einstweiligen Ruhestand versetzt. Er zog im Oktober 1926 nach Wiesbaden, wo er an einer Gehirnblutung starb.